# Dino Urbani
Dino Renzo Uberto Urban Urbani (* 8. März 1882 in Livorno; † 9. Mai 1958 in Varese) war ein italienischer Fechter.

## Karriere
Dino Urbani nahm an den Olympischen Spielen 1920 in Antwerpen in drei Disziplinen teil. Im Einzelwettbewerb mit dem Degen schied er in der Halbfinalrunde als Siebter seiner Gruppe aus. In der Mannschaftskonkurrenz des Säbelfechtens blieb er mit der italienischen Equipe ohne Niederlage und wurde gemeinsam mit Francesco Gargano, Aldo Nadi, Nedo Nadi, Oreste Puliti, Giorgio Santelli und Baldo Baldi Olympiasieger. Urbani gehörte auch zum italienischen Aufgebot im Mannschaftswettbewerb mit dem Degen, mit der er ebenfalls den ersten Platz erreichte. Zusammen mit Abelardo Olivier, Antonio Allocchio, Tullio Bozza, Giovanni Canova, Tommaso Costantino, Andrea Marrazzi, Aldo Nadi, Nedo Nadi und Paolo Thaon di Revel gewann Urbani damit eine weitere Goldmedaille.